# 마티스야후
매슈 폴 밀러(Matthew Paul Miller, 1979년 6월 30일 ~ )는 마티스야후(Matisyahu)라는 이름으로 잘 알려진 미국의 가수이다.